# Туалетное мыло
Туалетное мыло — сорт мыла, предназначенный для мытья тела, волос, и для бритья. Требования к качеству: повышенное пенообразование, хорошая растворимость в холодной и горячей воде, приятный запах.

## Виды

#### По назначению
- Для мытья тела — твёрдое мыло[1].
- Для мытья волос — жидкое или порошковое[2].
- Для бритья — выпускается в виде мыльных палочек, порошка или крема[3].

#### По группам
Туалетное мыло вырабатывают методом холодного, полугорячего омыления, и пилированием. Наиболее качественное пилированное мыло делится на пять групп, в зависимости от своего жирового состава:
- I — обладает высокими потребительскими качествами: стойкостью пены, быстрой высыхаемостью в мыльнице за счёт слабого поглощения влаги.
- II — среднее по качеству.
- III — обладает меньшей стойкостью пены и большей впитываемостью влаги.
- Детское мыло — вырабатывается без отдушек и красителей. Содержит 1 % ланолина и до 1 % борной кислоты.
- Для морской воды — обладает хорошей растворимостью и пенистостью в воде, содержащей до 5 % солей.

#### По составу
Туалетное мыло изготавливают из отборного сырья светлого цвета. Содержание жирных кислот в пределах 74—80 %, свободной щёлочи не более 0,05 %, душистых веществ 0,5—1,5 %. Некоторые сорта содержат специальные добавки:
- Ланолиновое мыло — 2 % ланолина.
- Спермацетовое мыло — 2 % спермацета. Ланолин и спермацет добавляют в качестве пережиривающих веществ для уменьшения воздействия мыла на сухую кожу.
- Глицериновое мыло — 2 % глицерина.
- Вазелиновое мыло — 2 % вазелина. Глицерин и вазелин смягчают кожу.